# Eugène Bénard de Moussinières
Eugène Balthazar Crescent Bénard de Moussinières est un homme politique français né le 6 janvier 1758 à Caudebec-en-Caux (Seine-Maritime) et décédé le 16 mai 1833 à La Haute-Maison (Seine-et-Marne).

## Biographie
Chef du contentieux de la comptabilité des armes du roi avant la Révolution, il est capitaine de la garde nationale de Paris en 1789. Il est élu président de l'administration municipale du 8e arrondissement de Paris le 1er germinal an VI et assesseur du juge de paix. Adjoint au maire du 8e arrondissement en 1800, membre du conseil du commerce de la Seine en 1802, il devient maire en 1804 puis en 1808. Il est député de la Seine en 1815, pendant les Cent-Jours. Il est chevalier d'Empire en 1808.

## Sources
- « Eugène Bénard de Moussinières », dans Adolphe Robert et Gaston Cougny, Dictionnaire des parlementaires français, Edgar Bourloton, 1889-1891 [détail de l’édition]